# خیابان سی‌متری جی
خیابان سی متری جی اصلی‌ترین خیابان محله امام زاده عبدالله واقع در جنوب غرب تهران است. این خیابانِ شرقی-غربی از شرق به خیابان شهید جواد سبحانی (۱۶ متری امیری - سابق) و از غرب به بزرگراه آیت‌الله سعیدی محدود می‌شود. بخش غربی این خیابان (تا خیابان شهید سید حسین سادات) در منطقه ۹ و بخش شرقی آن در منطقه ۱۰ شهرداری تهران واقع است.

## پادگان جی
بیش از نیمی از ضلع شمالی خیابان سی متری جی (از سمت غرب) مجاور پادگان جی - از پادگان‌های قدیمی نیروی زمینی ارتش جمهوری اسلامی ایران - است. ۸ بهمن ۱۳۹۱ محمد باقر قالیباف، شهردار تهران، در حاشیه مراسم افتتاح ۳۷ پروژه فرهنگی، اجتماعی، عمرانی، ترافیکی و خدمات شهری منطقه ۹ اعلام کرد بر مبنای توافق با ارتش جمهوری اسلامی ایران پادگان جی به محدوده‌ای کنار پادگان قلعه مرغی منتقل خواهد شد؛ و ظرف چند ماه آینده فضای این پادگان به محدوده شهری این منطقه بر می‌گردد.

## مهم‌ترین خیابان‌ها
مهم‌ترین خیابان‌های شمالی-جنوبی منتهی به خیابان سی متری جی (به ترتیب، از غرب به شرق) عبارتند از:
- خیابان شهید جمشید فتح‌آبادی (شمالی)
- خیابان شهید محمد عسگری (جنوبی)
- خیابان شهید محمود لشگری (پرستش) (جنوبی)
- خیابان شهید محمد ملکی (سلطانلو) (جنوبی)
- خیابان شهید محمدرضا نظری (جنوبی)
- خیابان شهید غضنفر خاوند (جنوبی)
- خیابان شهید مجید میرزایی آق بابا (جنوبی)
- خیابان شهید محمود خمار باغی (جنوبی)
- خیابان هرمزان (شمالی)
- خیابان شهید سید حسین سادات (جنوبی)
- خیابان شهید عیسی شاه محمدی (شمالی)
- خیابان ممی‌نژاد (جنوبی)
- خیابان شهید محسن قلیچ خانی (شمالی)
- خیابان شهید حسین زمانی (جنوبی)

## اماکن عمومی
اماکن عمومی واقع در محدوده خیابان سی متری جی عبارتند از:
- بازار محله‌ای یاسمن
- داروخانه کمیل
- داروخانه آراسته
- سرای محله ۴
- جایگاه سوخت ثامن الحجج (۱۹۸)

### مساجد
- مسجد جوادالائمه
- مسجد حسن عسکری (علیرضا قاسمینا)
- مسجد صاحب الزمان
- مسجد قمر بنی هاشم
- مسجد خاتم‌الانبیا
- مسجد علی ابن ابوطالب
- مسجد علی ابن موسی الرضا

### حسینه‌ها
- حسینیه بیت الشهدا
- حسینیه حضرت صاحب الزمان
- حسینیه قمر بنی هاشم (ابن ابی طالب)
- حسینه حضرت ابوالفضل
- حسینه حضرت علی‌اکبر
- حسینیه خامس آل عبا
- حسینیه چهارده معصوم
- حسینیه کبودرآهنگیان مقیم تهران